# Polyplax insulsa
Polyplax insulsa är en insektsart som beskrevs av Ferris 1923. Polyplax insulsa ingår i släktet Polyplax och familjen ledlöss. Inga underarter finns listade i Catalogue of Life.